# Budova nákladního nádraží Staré Kladno
Budova nákladního nádraží Staré Kladno byla výpravní budova postavená v roce 1872 na trati Kladno – Kralupy nad Vltavou na katastrálním území Dubí u Kladna. V roce 1967 byla zapsána do Ústředního seznamu kulturních památek České republiky.

## Historie
Společnost Buštěhradská dráha (BEB) v roce1855 postavila v koncové stanici Staré Kladno výpravní budovu a výtopnu. Výpravní budova byla typovou dvoupodlažní stavbou, která postavena podle projektu inženýra Josefa Chvály. Byla menší než výpravní budova ve stanici Brandýsek. Se zvýšeným růstem nakládky byla v roce 1782 postavena nová výpravní budova z hrázděného zdiva východně od původní výpravny z roku 1855, která byla adaptována na obytný dům. Hrázděná budova byla postavena z důvodu lepší odolnosti proti poddolování. Výpravní budova z roku 1872 byla postavena pravděpodobně podle projektu Saturnina Hellera, hlavního architekta BEB, jímž se stal v roce 1872. Výpravní budova byla od roku 1958 památkově chráněna. Hrázděná budova byla v období let 1975–1987 bez vědomí památkové péče zbořena. Na jejím místě byly postaveny tovární haly. Zachovala se výpravní budova z roku 1855, která přestavbami byla změněna. Nachází se na ulici Dubská čp. 846.

## Popis

### Výpravní budova z roku 1872
Výpravna byla přízemní hrázděná budova na půdorysu obdélníku se středovým trojosým mělkým rizalitem, který byl zakončen trojúhelníkovým prkenným štítem. Pod štítem s jedním pravoúhlým oknem byly konzolky. Sedlová střecha byla krytá dehtovým papírem. Přední i zadní průčelí bylo devítiosé, boční fasády měly tři okenní osy, v předním průčelí byly dva vchody. Hrázdění bylo na přední a bočních stěnách, stavební materiálem dřevo a pálená cihla.

### Výpravní budova z roku 1855
Výpravní budovu navrhl inženýr Josef Chvála (1826–1872), asistent inženýra Josefa Kresse, který vypracoval projekt dráhy z Kralup do Kladna a vedl její realizaci. Dvoupodlažní budova se sedlovou střechou, orientovaná okapovou stranou (průčelí) do kolejiště, byla postavena v roce 1855 z kamenného zdiva. Průčelí členilo pět okenních os, patra byla oddělena bohatě profilovanou kordonovou římsou. V přízemí byla pásová bosáž s naznačenými klenáky nad dveřmi a okny, které měly půlkruhové záklenky. V patře byla okna obdélná v jednoduchých šambránách s parapetní římsou. Původní architektonické členění včetně půlkruhových zakončení oken a vchodů bylo pozdějšími úpravami odstraněno. V šedesátých letech 20. století byla budova přestavěna pro administrativní účely. Přízemní okna a dveře byly zazděny, okna v patře byla nahrazena novodobými. Fasáda je hladká, střecha je krytá plechem.